# Vítor (símbolo)

Uno de los muchos modelos del vítor del doctorado, que se pueden apreciar en las fachadas de Salamanca.

El vítor o víctor, además de la interjección usada para vitorear (equivalente al ¡viva!), es un símbolo derivado del crismón del Bajo Imperio romano. Fue adoptado por algunas universidades españolas desde el siglo XIV, especialmente la de Salamanca, la de Alcalá de Henares, la de Sevilla y las de Indias, como emblema conmemorativo de quienes obtenían el título de doctor, en inscripciones murales con pintura roja o negra que se conservan hoy en día. Tras la Guerra civil española se eligió para ser utilizado en el Desfile de la Victoria (19 de mayo de 1939) y, a partir de entonces, durante toda la dictadura franquista, como emblema propio de Francisco Franco.

## El víctor romano
A partir del Edicto de Milán (año 313 d. C.), el crismón aparecía en monedas, estandartes y con el tiempo pasó a formar parte también de los escudos de los legionarios romanos.
Según la leyenda, al emperador Constantino, la noche anterior a la batalla del Puente Milvio, se le apareció en sueños la cruz junto a las palabras de «In hoc signo vinces» («Con este signo vencerás»). Al día siguiente este sustituyó el águila imperial por el crismón o labarum y ganó la batalla. 
Poco a poco fue transformándose en los escudos romanos hasta adoptar otra forma muy diferente. Se había convertido en otro símbolo: el Víctor, Escudo de la Victoria o Victorioso.

## El vítor de Salamanca

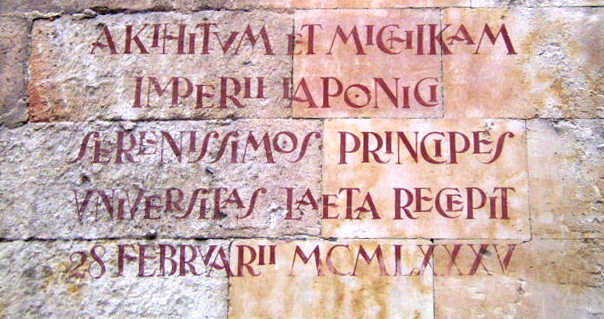
Texto que acompaña al vítor alusivo a los Emperadores de Japón que se encuentra en la pared de las Escuelas Mayores: AKIHITVM ET MICHIKAM IMPERII IAPONICI SERENISSIMOS PRINCIPES VNIVERSITAS LAETA RECIPIT 28 FEBRVARII MCMLXXXV (en latín: ‘La universidad recibió feliz a Akihito y a Michiko, serenísimos príncipes del imperio japonés, el 28 de febrero de 1985’).

El vítor es uno de los símbolos característicos y tradicionales que se encuentran habitualmente en las paredes de los edificios universitarios de Salamanca, al estilo de los actuales grafiti. Consiste en un anagrama, de color rojo, que combina las letras V, I, C, T, O y R dispuestas a criterio del pintor. Existe la creencia de que en algún momento representaban la C, como una luna, lo que en heráldica se denomina un creciente, aunque muy estilizada, aludiendo al blasón distintivo del papa Benedicto XIII de Aviñón (el Papa Luna, 1394-1423), como agradecimiento por los privilegios concedidos a la Universidad. De ahí parece provenir la expresión poner sobre los cuernos de la luna (con el significado de alabar o encomiar)[cita requerida]. La disposición de la media luna en ese anagrama se describe con los cuernos hacia abajo y en la parte inferior, quedando en la parte de arriba el diseño aún más antiguo de los vítores al sabio o los vítores clásicos de Salamanca, o sea el anagrama sin la C.
Tradicionalmente se pintaba, con almagre, en las paredes de las dependencias de la Universidad de Salamanca acompañando al nombre de la persona que obtenía una cátedra, algo que siempre motivó conflictividad entre las naciones estudiantes. Existe un error de interpretación desde el siglo XX, cuando se pensó que los pintaban los doctores. Sin embargo en la Edad Moderna esto no fue así. Cuando, por la ley Moyano de 1857, todas las universidades, excepto la Central de Madrid, perdieron la facultad de conceder ese título, dejaron de pintarse los vítores, costumbre que se retomó en 1954, con la recuperación de los doctorados.
Desde Salamanca se difundieron por toda la Monarquía Hispánica adquiriendo diferentes significados en función del lugar. Así se encuentran por ejemplo en Ciudad Rodrigo, en Sevilla, en Valencia, Plasencia, Trujillo, Lima o Arequipa.
Aunque hoy se sigue empleando de este modo, también pueden hallarse vítores alusivos a instituciones o personalidades destacadas que han visitado la Universidad de Salamanca o mantienen con ella una especial relación.

## El víctor franquista

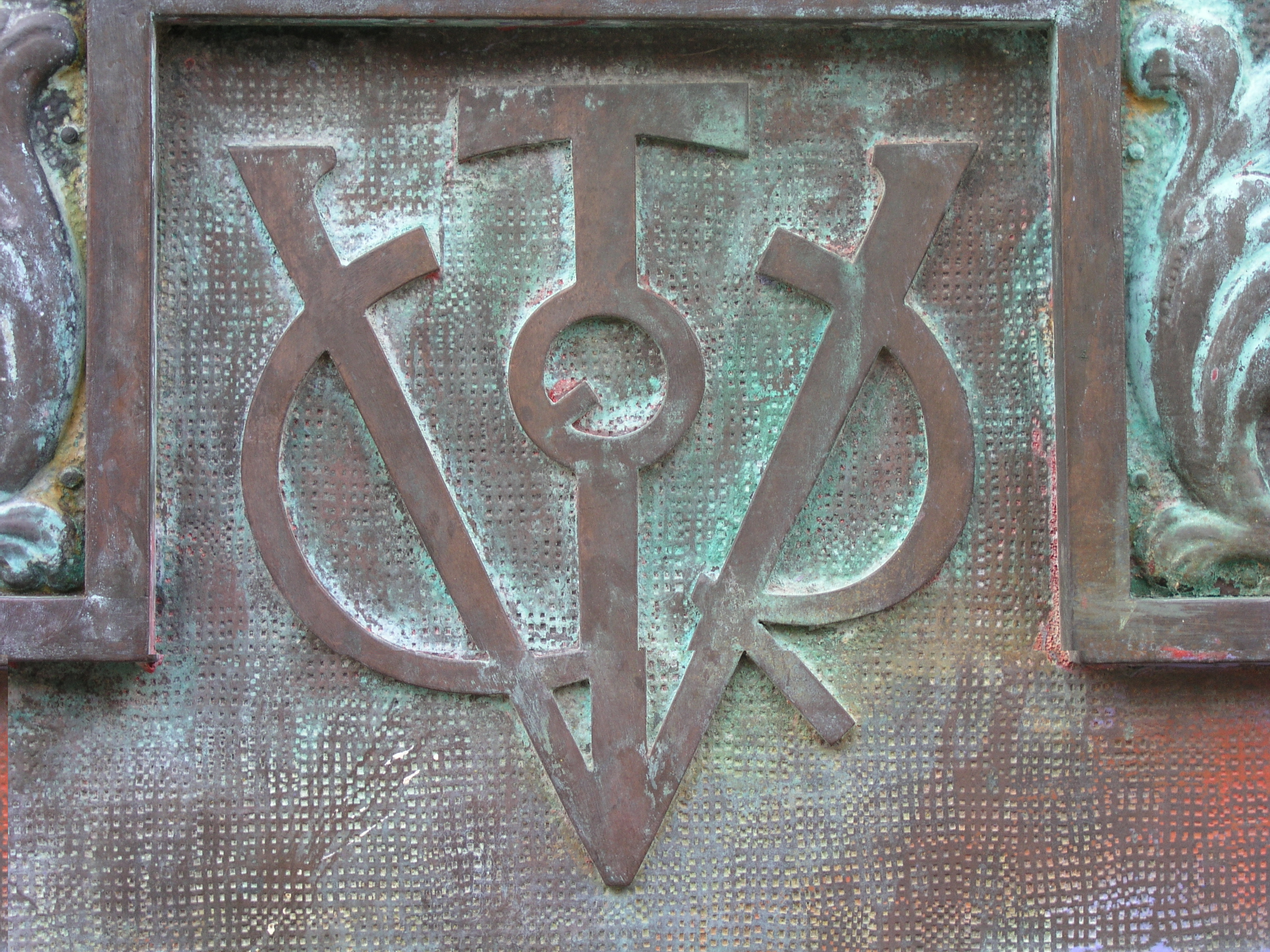
El víctor franquista, en una placa de inauguración del ferrocarril Madrid-Burgos, 1968.

Probablemente el primer víctor franquista fue el que se pintó en la fachada norte de la catedral de Salamanca y bajo el Victor la inscripción, aparentemente laudatoria, FRANCISCUS FRANCO,  MILES GLORIOSUS.
Algunas fuentes especulan con la posibilidad de que el ocultista Corintio Haza hubiera incorporado al emblema símbolos astrológicos para proteger simbólicamente a Franco. Otros, como Zurdo y Gutiérrez, interpretan cada una de sus partes en relación con la alquimia, la astrología y la masonería.